# Импулсни ласер
Појам Импулсни ласер се односи на ласер који не емитује светлост континуално, већ се светлост емитује у мањим порцијама, тј. у врло кратким импулсима.

## Принцип рада
Уместо једног непропусног, и једног слабо пропусног огледала, могуће је користити потпуно непровидна огледала, од којих се једно периодино помера изван оптичког пута ласера. Када је огледало на свом месту, оно зароби ласерски сноп унутар резонатора, где се она појачава захваљујући стимулисаној емисији зрачења. Када се огледало уклони, из ласера излази кратки импулс интензивног ласерског зрачења. Имулси се код ласера могу произвести и стављањем одређене боје у резонатор. Боје апсорбују зрачење захваљујући апсорпцији зрачења при чему се молекули боја побуђују у побуђено стање. Када су сви молекули побуђени, више се не могу апсорбовати, па пропуштају зрачење. На тај начин се спречава пролазак фотона кроз ласерску цев, док се успостави потпуна (или готово потпуна) инверзија насељености у активном ласерском медијуму. Ласерски медијум се на тај начин пуни енергијом до тренутка када боја постане провидна. У том тренутку се енергија акумулована у ласерском медијуму претвара у ласерски сноп. Ови начини производње ласерских импулса се називају “Q-прекидање” (енгл. Q-switching).
Уколико се резонатор пажљиво изради, могуће је у њему заробити одређен број таласних дужина ласерског зрачења. У том
случају, ласер ће почети пулсирати у врло кратким импулсима – чак и у трајању од око једне фемтосекунде. (У једној секунди има толико фемтосекунди, колико има секунди у 30.000 година) Импулсни ласери могу постићи јако велике снаге у појединим импулсима, иако је просечна снага ласера релативно мала. Данас се могу направити ласери који емитују 20-50 импулса у секунди, а поједини импулси трају око једне фемтосекунде. То значи да ће се енергија, која би се ослободила током једне секунде, ослободити у двадесетак врло кратких импулса.